# Marr (Écosse)
Marr (en gaélique écossais : Màrr) est l'une des six régions de comité de l'Aberdeenshire, en Écosse. Il a une population de 34 038 (recensement de 2001). Un habitant de Marr s'appelle un Màrnach en gaélique écossais.
Marr a donné lieu au titre de comte de Mar.

## Source
- (en) Cet article est partiellement ou en totalité issu de l’article de Wikipédia en anglais intitulé « Marr » (voir la liste des auteurs).